# Mampree (Tiro/Truseb)
Mampree is een bestuurslaag in het regentschap Pidie van de provincie Atjeh, Indonesië. Mampree telt 97 inwoners (volkstelling 2010).